# San Rafael Abajo
San Rafael Abajo – miasto w Kostaryce; 29 500 mieszkańców (2006). Przemysł spożywczy, włókienniczy.

## Transport

### Transport drogowy
Przez San Juan przebiegają następujące drogi krajowe:
- Droga krajowa nr 105
- Droga krajowa nr 214
- Droga krajowa nr 217